# Grüneberg (Trier)
Der Grüneberg ist ein 348 m ü. NHN hoher Berg zwischen Trier und Mertesdorf in Rheinland-Pfalz. Der Gipfel liegt auf der Gemarkung Ruwer-Maximin in der Nähe von Grünhaus (Mertesdorf). Die Straße Am Grüneberg gehört zu Trier-Kürenz.
Der Name Grüneberg ist wahrscheinlich von den hier vereinzelt vorkommenden Adern von Diabas (Grünstein), einem marmorähnlichen grünlichen Vulkangestein abgeleitet. 
Im südwestlichen Bereich ist die Wehrtechnische Dienststelle 41 für landgebundene Fahrzeugsysteme, Pionier- und Truppentechnik der Bundeswehr ansässig. Am Südhang befindet sich das Weingut Maximin Grünhaus mit den Weinlagen Grünhäuser Herrenberg, Grünhäuser Abtsberg und Grünhäuser Bruderberg.
Der Sendeturm auf dem Grüneberg hat eine Höhe von ca. 43 Meter. Auf dem Grüneberg befinden sich mehrere Bunkerruinen.
Die Ruinen des ehemaligen Friedrichshofes liegen auf etwa 283,5 m ü. NHN.

## Bilder

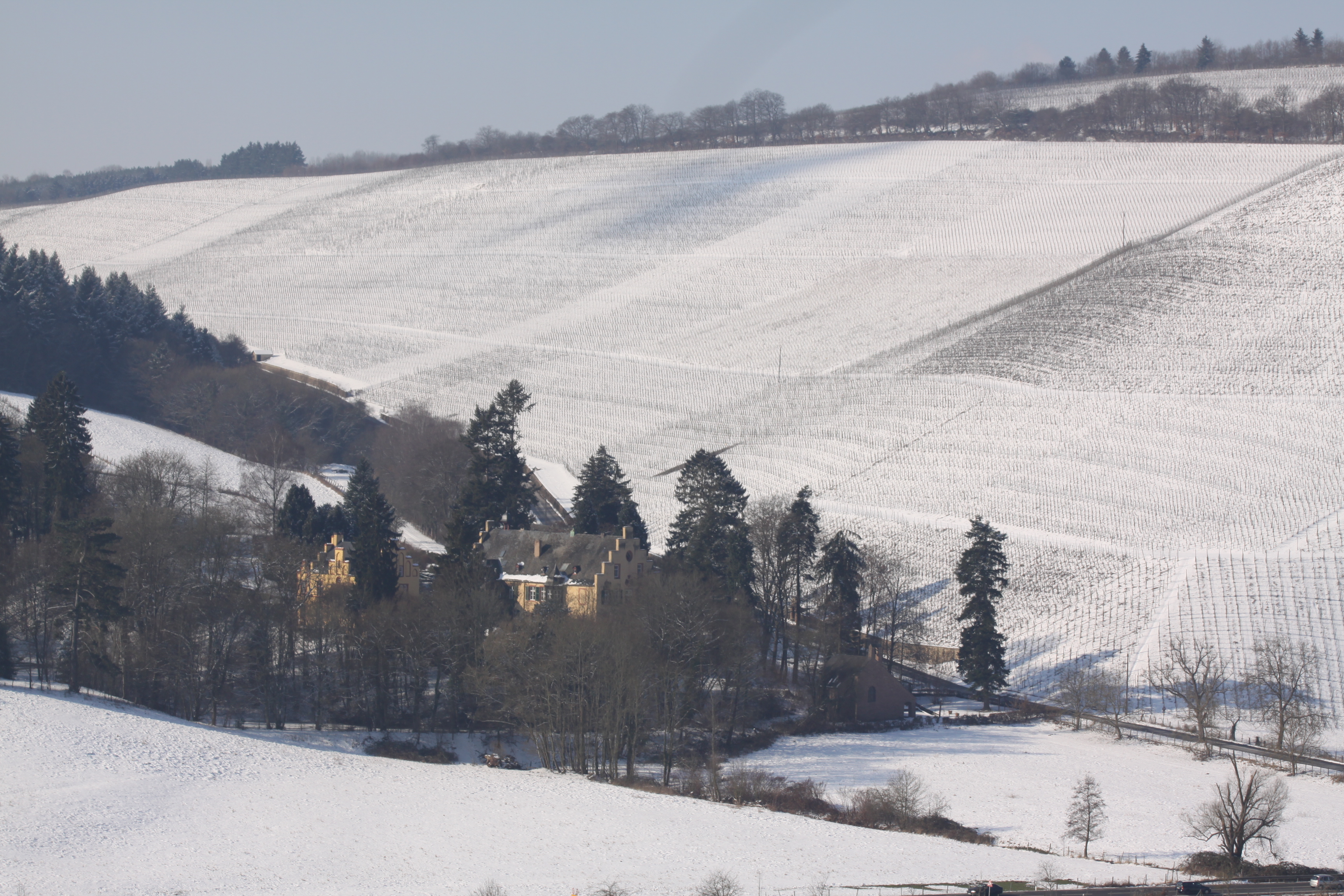
Südhang des Grünebergs im Winter
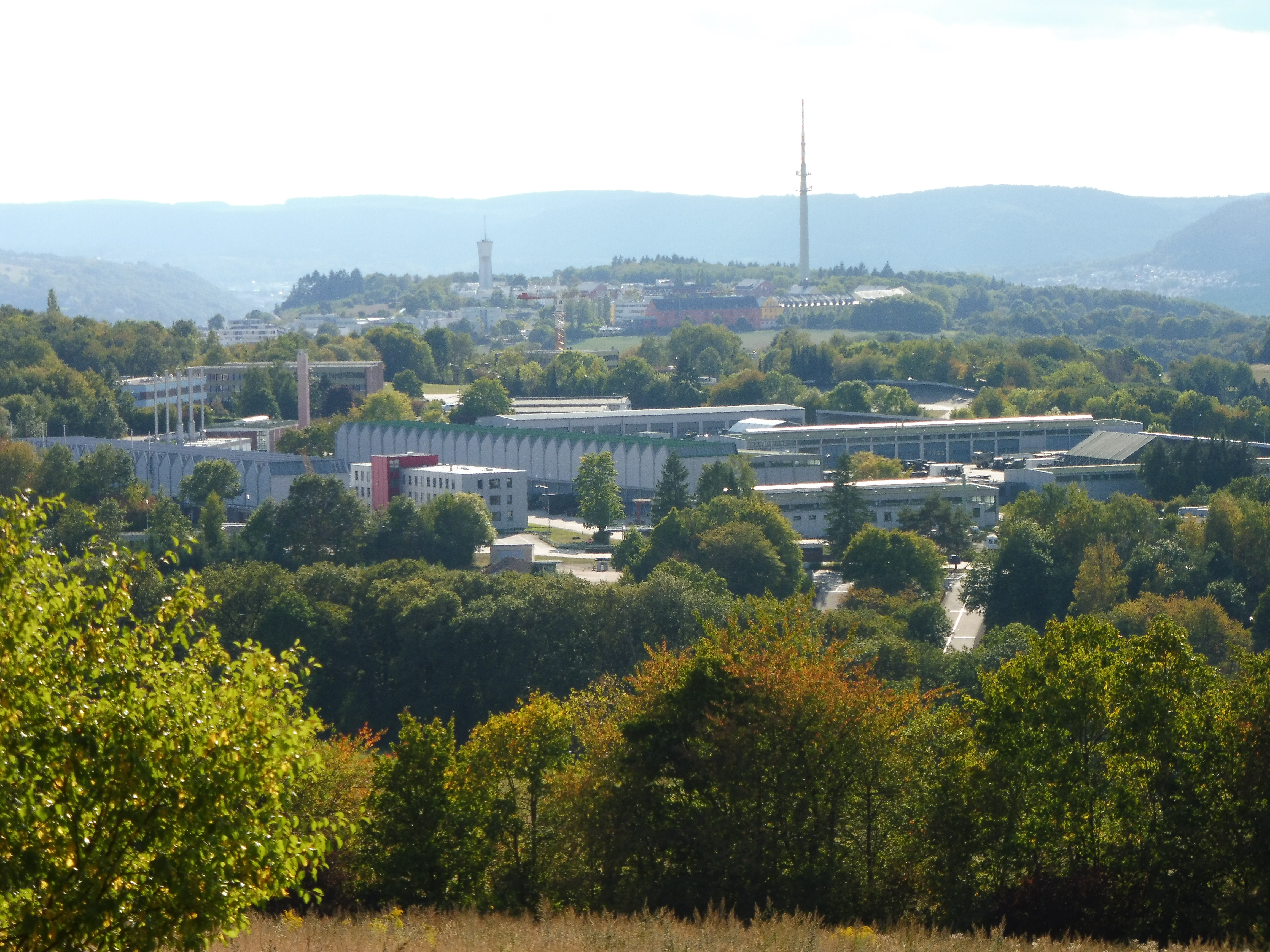
Wehrtechnische Dienststelle 41
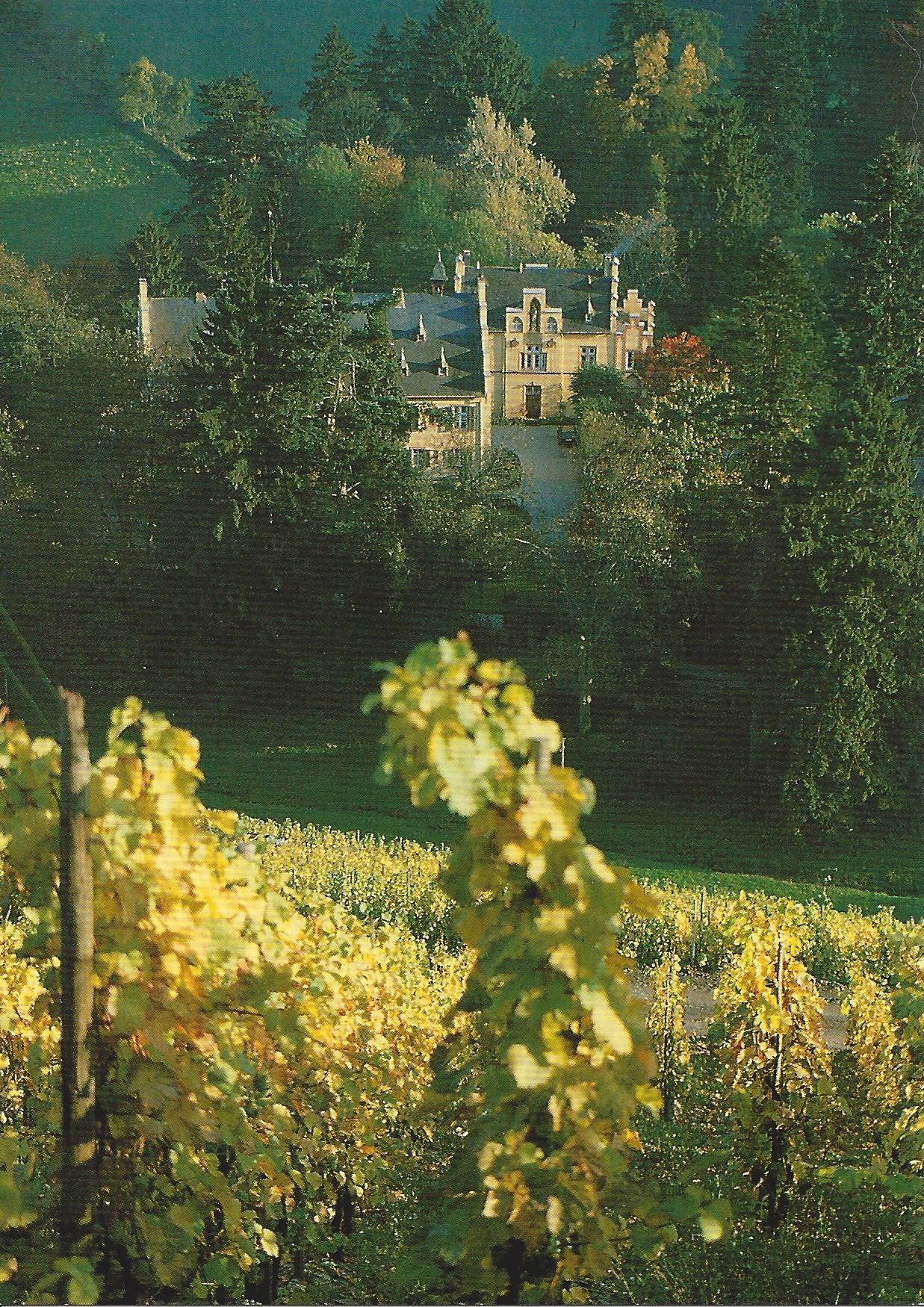
Weingut Grünhaus
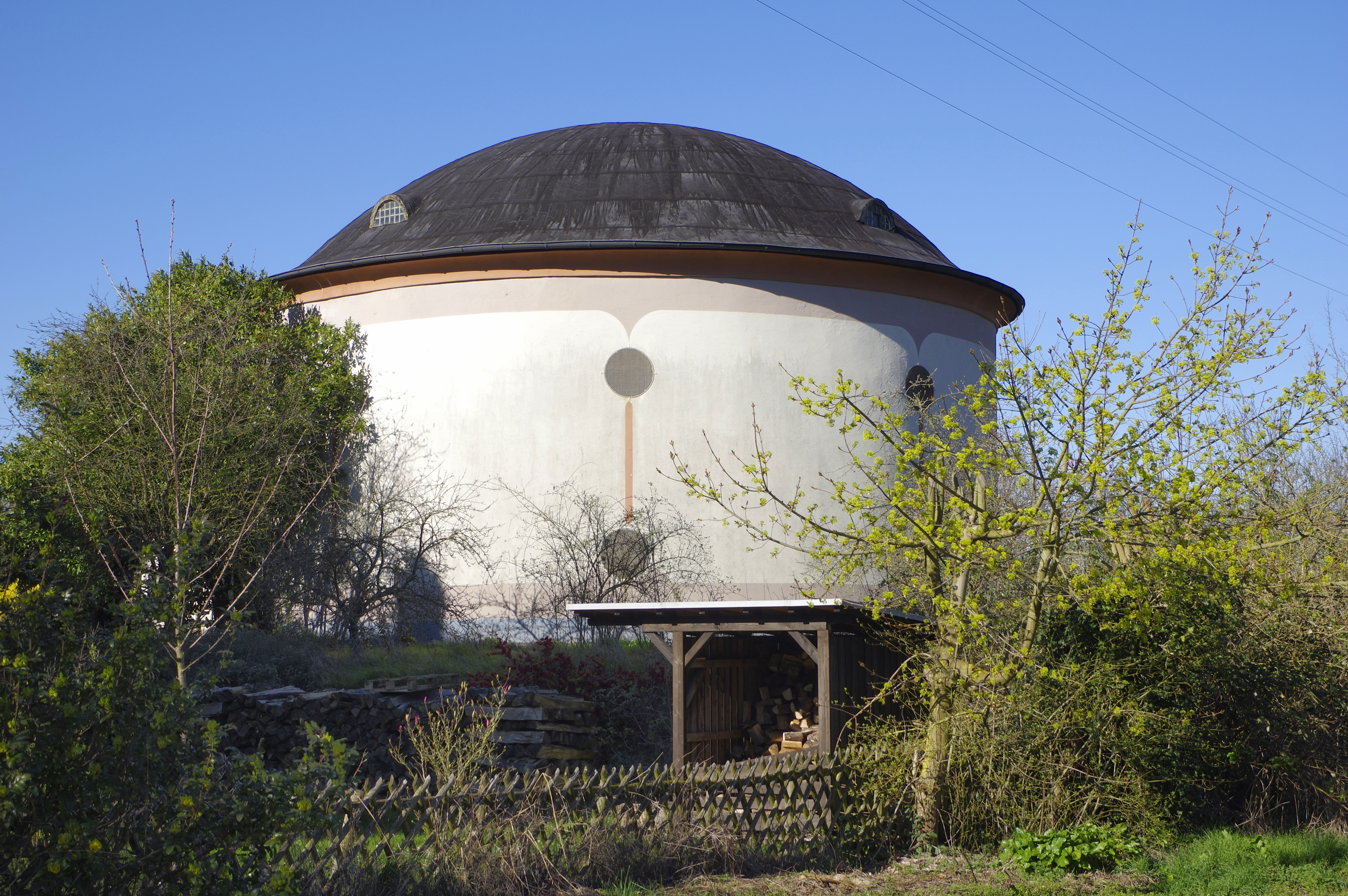
Wasserbehälter, Am Grüneberg, Trier
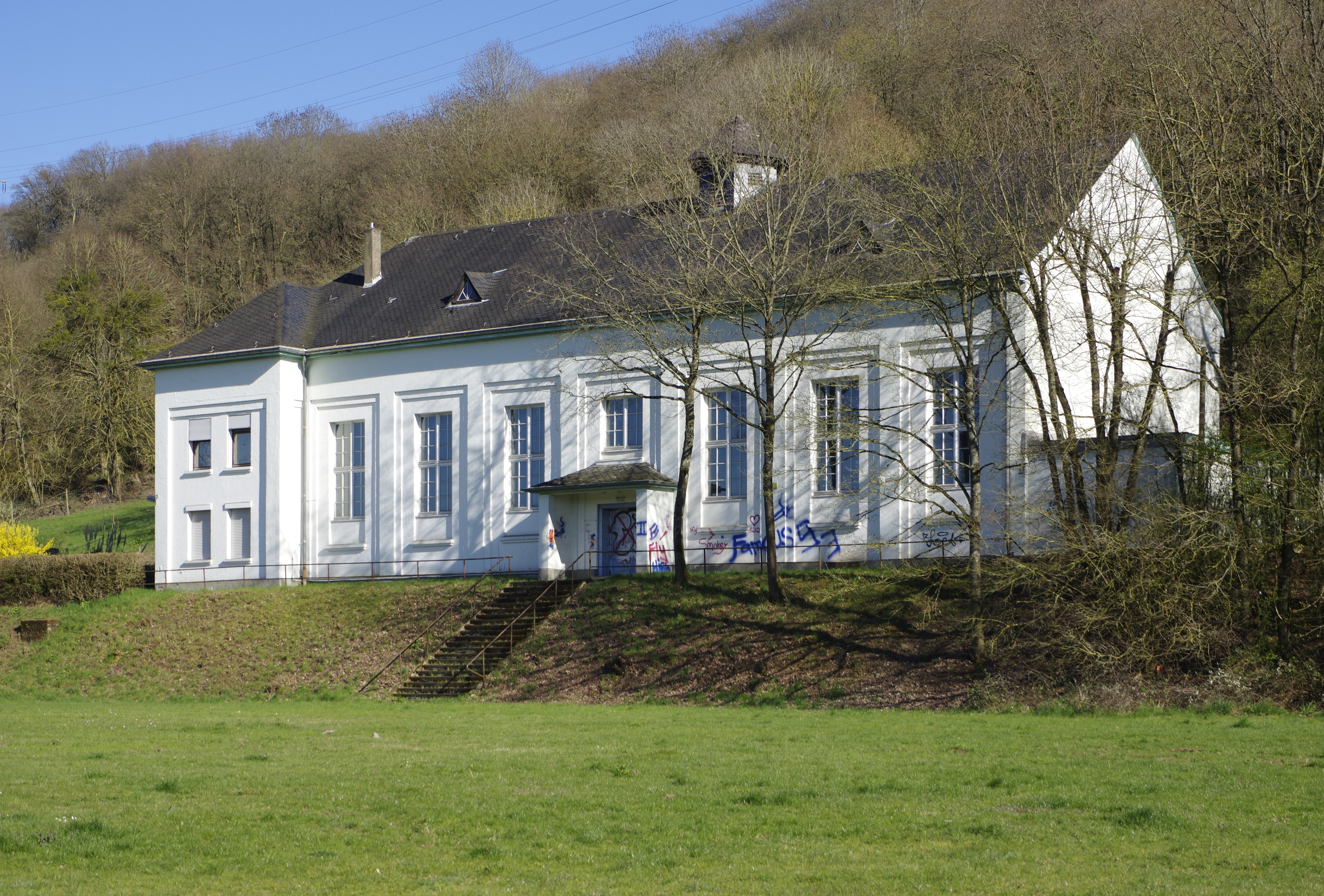
Turnhalle, Am Grüneberg, Trier